# 위기의 민주주의
위기의 민주주의는 페트라 코스타 감독이 제작한 2019년 브라질의 다큐멘터리 영화이다. 이 영화는 브라질을 휩쓴 2014년 경제 위기와 룰라 대통령의 첫 임기와 지우마 호세프의 탄핵으로 이어지는 두 대통령의 흥망성쇠를 분석하고 동시에 영화 제작자의 개인사에 있어 정치적 과거를 회상하는 내용을 다루고 있다. 룰라의 체포는 2018년 자이르 보우소나루가 대통령직으로 향하는 길을 열었다. 2019년 선댄스 영화제 에서 선공개되었으며 2019년 6월 19일 넷플릭스 에서 공개되었다. 제92회 아카데미 시상식 에서 장편 다큐멘터리상 후보에 올랐고 2020년 플라티노와 피바디상을 수상했다.

## 줄거리
위기에 처한 민주주의에 대한 경고에 관한 이야기로 브라질 역사상 가장 극적인 개인적이고 정치적인 것이 융합된 민주주의의 위기를 다룬다.
영화 제작자인 페트라 코스타는 룰라 다 실바와 지우마 호세프 대통령에 대한 전례 없는 사건과 이와 관련된 제작자의 가족의 복잡한 정치 및 산업을 비롯한 과거에 대한 설명을 곁들여 그들의 흥망성쇠와 비극적으로 양극화된 국가에 대해 설명한다.

## 같이 보기
- 2014-2017년 브라질 경제 위기
- 브라질 대의원
- 우익 포퓰리즘